# Angu (Volk)

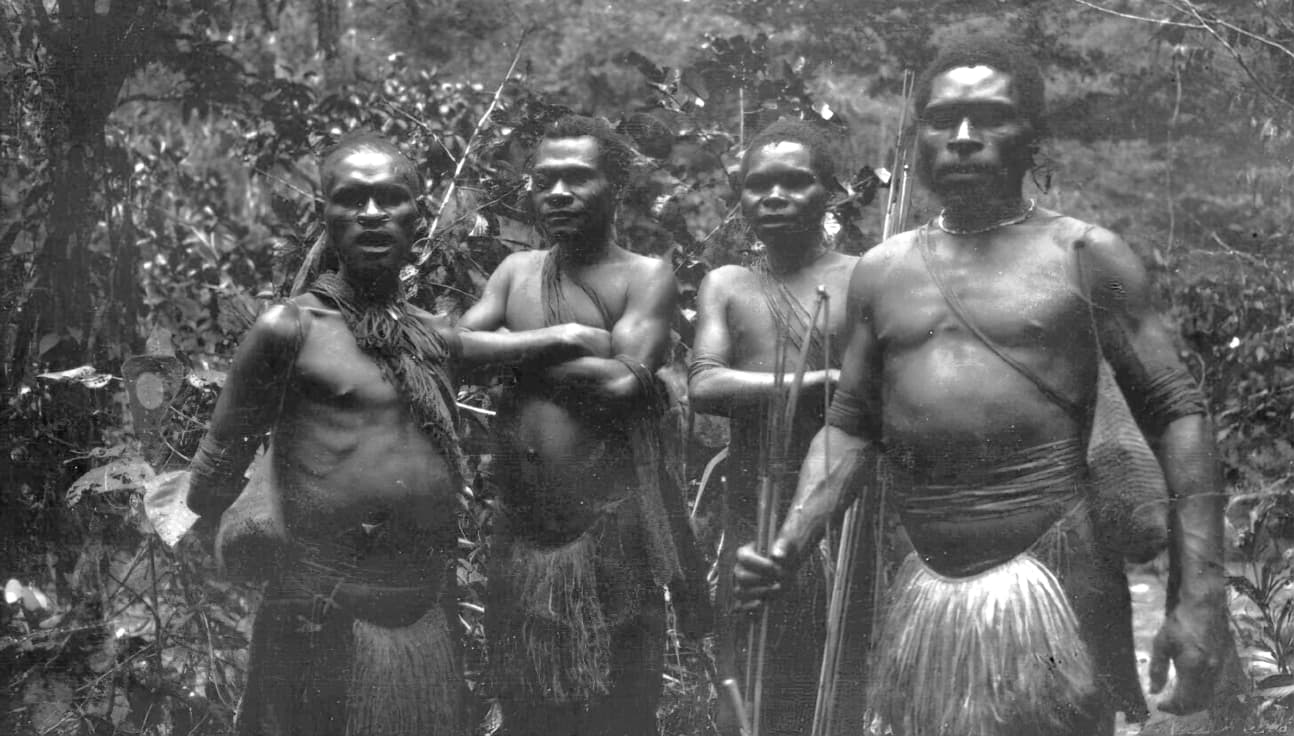
Kukukukus (Expedition von Mick Leahy, März 1931)

Die Angu oder Kukukuku (IPA: [ˈkʊkaːkʊkaː]) sind eine kleine und ehemals gewalttätige und kannibalistische Gruppe von Stämmen Papua-Neuguineas. Die Angu leben um das aus der Eastern Highlands Province im Nordwesten, der Morobe Province im Nordosten und der Gulf Province im Süden gebildete Dreiländereck . Obwohl sie mit oft weniger als 150 cm kleinwüchsig sind, wurden sie für ihre zerstörerischen Raubzüge auf Dörfer in tiefergelegenen Tälern gefürchtet.

## Sprache

Rot: Angan-Sprachen

Das Angan besteht aus 13 Sprachen. Drei sind praktisch ausgestorben, während die größten, das Kapau und Menya, mit 45.000 bzw. 20.000 Sprechern gedeihen.
Die ursprüngliche Aussprache von Kukukuku war vermutlich ˈkʊkʊkʊkʊ. Die Herkunft und Bedeutung des Wortes ist nicht endgültig geklärt. Die Angu tragen Kasuarknochen an der Taille und gelegentlich Kopfschmuck aus Kasuarfedern. Der Begriff könnte daher von Händlern der Motu stammen (Kokokoko ist das Motu-Wort für Kasuar). Kukukuku ist aber auch eine abwertende Bezeichnung der Motu für Waldbewohner im Allgemeinen. Andererseits hatte der drittgrößte Stamm, die Yeghuye, keine Einwände gegen die Verwendung von Kukukuku.

## Kultur und Lebensweise
Trotz der großen Höhe und des kalten Klimas ihrer Heimat trugen die Anga nur wenig Kleidung, etwa Grasröcke – mit einem Stück, das einem Sporran ähnelt – sowie Umhänge aus gehämmerter Rinde, sogenannte mals.
Das Grundnahrungsmittel der Angu ist die Süßkartoffel mit Ergänzungen von Taro und grünem Blattgemüse, mit nur wenig oder keinem tierischen Protein. Die Ernährung ist besonders für den Proteinbedarf von Kindern unzureichend. Bereits sechsjährige Kinder sind an körperlicher Arbeit beteiligt.
Sie sind patrilineal und in der Regel virilokal, wobei sie in Weilern von etwa vier Familienhäusern leben. Es gibt keine Häuptlinge als solche, aber in Kriegszeiten folgen sie Kampfführern. Männliche Jugendliche unterziehen sich einer komplexen Reihe von Übergangsriten, bevor sie heiraten und ein eigenes Familienhaus einrichten.

## Religion
Vor der Missionierung waren die Angu Animisten, wobei Sonne und Mond besondere Bedeutung zukam. Krankmachende Geister wurden von Geisterheilern mit Hilfe heilender Geister exorziert. Nach dem Glauben der Kukukuku befand sich der ursprüngliche Ort der Menschen im Kapao Bezirk . Von dort aus zogen sie aus, um die ganze Welt zu besiedeln.

## Kontakt mit der westlichen Welt
Der erste Kontakt zwischen Angu und Angehörigen der westlichen Welt wird anschaulich von John McCarthy beschrieben. Der Dokumentarfilm First Contact enthält Originalmaterial der vom australischen Forschungsreisenden und Goldsucher Mick Leahy geleiteten Expedition aus dem Jahr 1931. Unter der australischen Verwaltung kam es 1960 bis 1969 immer wieder zu Konflikten in der Morobe-Provinz. Die australische Armee bemühte sich 1967 das Wohlwollen der Kukukuku-Stämme zu gewinnen.

“A large number of [Aseki] villagers gathered to watch the [Australian Government] patrol arrive […]. Sweets […] won the friendship of the village children. The show of generosity speedily overcame the wariness of the adult members of the tribe and they soon mixed freely with the soldiers. The tribesmen showed a keen interest in the soldiers’ rifles, comparing them with their own weapons.”

„Eine große Anzahl von Dorfbewohnern von Aseki versammelte sich, um das Eintreffen der australischen Regierungspatrouille zu beobachten […]. Süßigkeiten […] gewannen die Freundschaft der Kinder. Diese Großzügigkeit überwand schnell die Scheu der erwachsenen Mitglieder des Stammes, und sie mischten sich bald unter die Soldaten. Die Stammesangehörigen zeigten ein großes Interesse an den Gewehren der Soldaten, die sie mit ihren eigenen Waffen verglichen.“

Bereits in den späten 1960ern wurde in Simbari  von Missionaren der Siebenten-Tags-Adventisten ein Airstrip errichtet; inzwischen sind 99 % der Angu christianisiert.
Einige Stämme um Aseki  im Menyamya Distrikt sind aufgrund ihrer Mumien zu einer Touristenattraktion geworden. Der Hamtai-Stamm hat jetzt ein kleines Einkommen, indem er Wissenschaftlern, Touristen und Fotografen gegen eine Gebühr Zugang zu drei Mumienstätten gewährt.
In einem Film von Jean-Pierre Dutilleux wird behauptet, den ersten Kontakt zwischen einer Gruppe von Toulambi, angeblich ein Teil der Angu, und weißen Menschen im Dezember 1993 zu zeigen. Er wurde vom Anthropologen Pierre Lemonnier der Inszenierung beschuldigt, der seinerseits den Erstkontakt für sich beanspruchte. Lemonnier wurde jedoch der Verleumdung verklagt und verlor den Fall.
Ein erster Kontakt mit dem Toulambi-Stamm wurde am 22. Oktober 1993 im Sydney Morning Herald, kurz vor dem Treffen mit Dutilleux berichtet:

“Government officials in Papua New Guinea say they have discovered another ‘lost tribe’ […] The latest group, dubbed the Toulambi tribe, apparently was discovered in a remote area of thick jungle in the Papua New Guinea Highlands… Two near-naked members of the tribe were ‘scared to death’ when taken by a hunting party to the nearest government station to taste store food and view white men and aeroplanes for the first time… But some people remain sceptical. They believe the group may belong to known isolated border tribes but have been left off the latest census.”

„Regierungsbeamte in Papua-Neuguinea sagen, sie hätten einen weiteren ‚verlorenen Stamm‘ entdeckt […] Die neueste Gruppe, der Toulambi-Stamm, wurde anscheinend in einem abgelegenen Bereich des dichten Urwald im Hochland von Papua-Neuguinea entdeckt … Zwei nahezu nackte Mitglieder des Stammes hatten ‚Todesangst‘, als sie von einer Gruppe von Jägern zum nächstgelegenen Regierungsposten mitgenommen wurden um gelagerte Lebensmittel zu kosten und zum ersten Mal weiße Männer und Flugzeuge zu sehen … Manche bleiben skeptisch. Sie glauben, dass die Gruppe zu bekannt isolierten Grenzstämmen gehören könnte, aber in der letzten Volkszählung nicht berücksichtigt wurde.“